# Junior Volley Civita Castellana 2016-2017
Questa voce raccoglie le informazioni riguardanti il Junior Volley Civita Castellana nelle competizioni ufficiali della stagione 2016-2017.

## Stagione
La stagione 2016-17 è per il Junior Volley Civita Castellana, sponsorizzata da Ceramica Globo, la seconda consecutiva in Serie A2; viene confermato l'allenatore Alessandro Spanakis, mentre la rosa è quasi completamente modificata, con le poche conferme di Michele Marinelli, Mauro Sacripanti e Giulio Santilli: tra i nuovi acquisti quelli di Felipe Banderó, Matteo Bortolozzo, Andrea Ippolito, Manuele Marchiani, Alessandro Preti e Damiano Valsecchi e tra le cessioni si registrano quelle di Paolo Alborghetti, Andrea Cesarini, Paulo da Silva, Adriano Paolucci, Sebastiano Marsili e Michael Menicali.
Il campionato si apre con la vittoria in trasferta sull'Olimpia Pallavolo, mentre la prima sconfitta arriva alla seconda giornata contro il Volley Castellana; seguono quindi cinque successi consecutivi, per poi perdere le ultime due partite del girone di andata, chiudendo al quarto posto in classifica, utile per qualificarsi alla Coppa Italia di categoria. Il girone di ritorno comincia con uno stop seguito da tre successi di fila; nelle ultime cinque giornate di regular season la squadra di Civita Castellana vince due gare e ne perde tre, attestandosi al quinto posto in classifica nel proprio girone e accedendo alla pool promozione. Nel girone di andata ottiene il successo nelle prime due gare giocate, per poi perdere le successive tre, mentre nel girone di ritorno si aggiudica tre partite su cinque disputate, chiudendo al quinto posto. Nei quarti di finale dei play-off promozione viene sconfitta in due gare dall'Olimpia Pallavolo, uscendo dalla competizione.
Grazie al quarto posto in classifica nel proprio raggruppamento al termine del girone di andata di regular season della Serie A2 2016-17 ottiene la qualificazione alla Coppa Italia di Serie A2: dopo aver superato nei quarti di finale la New Mater Volley, viene sconfitta nelle semifinali dalla Tuscania Volley.

## Organigramma societario
Area direttiva
- Presidente: Maria Luisa Agostinelli
- Vicepresidente: Giuseppe Manca
- Direttore generale: Vittorio Sacripanti
- Consigliere: Paolo Mecucci

Area organizzativa
- Team manager: Francesco Santini

Area tecnica
- Allenatore: Alessandro Spanakis
- Allenatore in seconda: Matteo Pastore
- Assistente allenatore: Stefano Beltrame
- Scout man: Stefano Beltrame

Area comunicazione
- Responsabile comunicazione: Fabrizio Migliosi
- Fotografo: Marika Torcivia

Area sanitaria
- Medico: Federico Morelli, Roberto Vannicelli
- Preparatore atletico: Greg Barkonikos, Fabrizio Magi

## Rosa
| N° | Nome                 | Ruolo | Data di nascita   | Nazionalità sportiva |
| -- | -------------------- | ----- | ----------------- | -------------------- |
| 1  | Alessandro Saturnino | L     | 3 gennaio 1996    | Italia               |
| 3  | Mauro Sacripanti     | S     | 15 maggio 1998    | Italia               |
| 5  | Giulio Santilli      | L     | 17 giugno 1994    | Italia               |
| 6  | Davide Pellegrino    | P     | 24 gennaio 1994   | Italia               |
| 7  | Edoardo Scrudato     | C     | 17 settembre 1996 | Italia               |
| 7  | Milan Celic          | C     | 24 agosto 1987    | Serbia               |
| 8  | Michele Marinelli    | S     | 15 aprile 1992    | Italia               |
| 9  | Matteo Bortolozzo    | L     | 1º agosto 1989    | Italia               |
| 10 | Felipe Banderó       | S/O   | 12 giugno 1988    | Brasile              |
| 11 | Matteo Consalvo      | L     | 5 ottobre 1993    | Italia               |
| 12 | Marco Lipparini      | L     | 2 febbraio 1987   | Italia               |
| 13 | Andrea Ippolito      | S     | 16 novembre 1985  | Italia               |
| 14 | Alessandro Preti     | S     | 7 agosto 1992     | Italia               |
| 15 | Manuele Marchiani    | P     | 5 aprile 1989     | Italia               |
| 16 | Alessandro Gaia      | S     | 15 maggio 1997    | Italia               |
| 17 | Damiano Valsecchi    | C     | 28 agosto 1991    | Italia               |
| 18 | Fosco Cicola         | L     | 2 luglio 1974     | Italia               |

## Mercato
| Acquisti | Acquisti             | Acquisti         | Acquisti   |
| R.       | Nome                 | da               | Modalità   |
| -------- | -------------------- | ---------------- | ---------- |
| S/O      | Felipe Banderó       | AZS Częstochowa  | definitivo |
| C        | Matteo Bortolozzo    | Emma Villas      | definitivo |
| C        | Milan Celic          | Partizan         | definitivo |
| L        | Fosco Cicola         | Massa            | definitivo |
| C        | Matteo Consalvo      | Roma 7           | definitivo |
| S        | Alessandro Gaia      | Club Italia      | definitivo |
| S        | Andrea Ippolito      | Potentino        | definitivo |
| S        | Marco Lipparini      | Invicta          | definitivo |
| P        | Manuele Marchiani    | Tricolore        | definitivo |
| P        | Davide Pellegrino    | Alessano         | definitivo |
| S        | Alessandro Preti     | Libertas Brianza | definitivo |
| L        | Alessandro Saturnino | Tor Sapienza     | definitivo |
| C        | Edoardo Scrudato     | Lazio            | definitivo |
| C        | Damiano Valsecchi    | Lugano           | definitivo |

| Cessioni | Cessioni           | Cessioni         | Cessioni   |
| R.       | Nome               | a                | Modalità   |
| -------- | ------------------ | ---------------- | ---------- |
| C        | Paolo Alborghetti  | Libertas Brianza | definitivo |
| L        | Andrea Cesarini    | Emma Villas      | definitivo |
| S/O      | Paulo da Silva     | ?                | definitivo |
| S        | Davide De Matteis  | Fossano          | definitivo |
| P        | Sebastiano Marsili | Olimpia Bergamo  | definitivo |
| C        | Michael Menicali   | Emma Villas      | definitivo |
| P        | Adriano Paolucci   | BluVolley Verona | definitivo |
| S        | Leonardo Puliti    | CLT              | definitivo |
| C        | Giancarlo Rau      | ?                | definitivo |
| S/O      | Catalin Tataru     | Roma 7           | definitivo |
| S        | Simone Testalepre  | Virtus Roma      | definitivo |

## Risultati

### Serie A2

#### Regular season

##### Girone di andata
| 1ª giornata - 9 ottobre 2016 PalaNorda, Bergamo                      | Olimpia Bergamo   | 2 - 3 | Civita Castellana | 25-18, 27-25, 21-25, 19-25, 15-17 |
| 2ª giornata - 16 ottobre 2016 Palazzetto dello Sport, Montefiascone  | Civita Castellana | 1 - 3 | Castellana        | 25-23, 19-25, 19-25, 18-25        |
| 3ª giornata - 22 ottobre 2016 PalaParini, Cantù                      | Libertas Brianza  | 2 - 3 | Civita Castellana | 25-21, 25-20, 21-25, 19-25, 11-15 |
| 4ª giornata - 30 ottobre 2016 Palasport Grottazzolina, Grottazzolina | M&G               | 1 - 3 | Civita Castellana | 25-22, 23-25, 20-25, 20-25        |
| 5ª giornata - 6 novembre 2016 Palazzetto dello Sport, Montefiascone  | Civita Castellana | 3 - 2 | Marconi           | 18-25, 21-25, 25-20, 30-28, 15-11 |
| 6ª giornata - 13 novembre 2016 PalaBigi, Reggio nell'Emilia          | Tricolore         | 1 - 3 | Civita Castellana | 26-24, 21-25, 21-25, 20-25        |
| 7ª giornata - 20 novembre 2016 Palazzetto dello Sport, Montefiascone | Civita Castellana | 3 - 0 | Atlantide Brescia | 25-22, 25-22, 25-19               |
| 8ª giornata - 27 novembre 2016 Palazzetto dello Sport, Montefiascone | Civita Castellana | 1 - 3 | Mondovì           | 25-18, 23-25, 26-28, 22-25        |
| 9ª giornata - 3 dicembre 2016 PalaGrotte, Castellana Grotte          | Materdomini       | 3 - 1 | Civita Castellana | 25-19, 25-21, 16-25, 25-19        |

##### Girone di ritorno
| 10ª giornata - 8 dicembre 2016 Palazzetto dello Sport, Montefiascone  | Civita Castellana | 2 - 3 | Olimpia Bergamo   | 25-23, 25-20, 21-25, 19-25, 14-16 |
| 11ª giornata - 11 dicembre 2016 Palazzetto dello Sport, Brendola      | Castellana        | 1 - 3 | Civita Castellana | 19-25, 20-25, 25-21, 20-25        |
| 12ª giornata - 17 dicembre 2016 Palazzetto dello Sport, Montefiascone | Civita Castellana | 3 - 0 | Libertas Brianza  | 28-26, 25-23, 25-16               |
| 13ª giornata - 26 dicembre 2016 Palazzetto dello Sport, Montefiascone | Civita Castellana | 3 - 1 | M&G               | 25-22, 25-20, 21-25, 25-20        |
| 14ª giornata - 5 gennaio 2017 PalaRota, Spoleto                       | Marconi           | 3 - 0 | Civita Castellana | 25-22, 25-17, 25-23               |
| 15ª giornata - 8 gennaio 2017 Palazzetto dello Sport, Montefiascone   | Civita Castellana | 1 - 3 | Tricolore         | 25-22, 20-25, 19-25, 22-25        |
| 16ª giornata - 15 gennaio 2017 PalaSanFilippo, Brescia                | Atlantide Brescia | 1 - 3 | Civita Castellana | 25-18, 20-25, 17-25, 23-25        |
| 17ª giornata - 21 gennaio 2017 PalaManera, Mondovì                    | Mondovì           | 2 - 3 | Civita Castellana | 20-25, 26-24, 15-25, 25-23, 13-15 |
| 18ª giornata - 5 febbraio 2017 Palazzetto dello Sport, Montefiascone  | Civita Castellana | 2 - 3 | Materdomini       | 20-25, 25-22, 26-28, 25-17, 13-15 |

#### Pool promozione

##### Girone di andata
| 1ª giornata - 12 febbraio 2017 PalaJacazzi, Aversa                   | Aversa            | 0 - 3 | Civita Castellana | 21-25, 18-25, 27-29              |
| 2ª giornata - 15 febbraio 2017 Palazzetto dello Sport, Montefiascone | Civita Castellana | 3 - 1 | Emma Villas       | 20-25, 25-23, 25-21, 25-21       |
| 3ª giornata - 19 febbraio 2017 PalaGrotte, Castellana Grotte         | New Mater         | 3 - 0 | Civita Castellana | 25-18, 25-22, 25-21              |
| 4ª giornata - 22 febbraio 2017 Palazzetto dello Sport, Montefiascone | Civita Castellana | 1 - 3 | Tuscania          | 25-23, 28-30, 19-25, 22-25       |
| 5ª giornata - 26 febbraio 2017 PalaParenti, Santa Croce sull'Arno    | Lupi Santa Croce  | 3 - 2 | Civita Castellana | 19-25, 23-25, 25-16, 25-20, 15-8 |

##### Girone di ritorno
| 6ª giornata - 5 marzo 2017 Palazzetto dello Sport, Montefiascone   | Civita Castellana | 3 - 1 | Aversa            | 23-25, 25-20, 25-20, 25-21 |
| 7ª giornata - 8 marzo 2017 PalaEstra, Siena                        | Emma Villas       | 3 - 1 | Civita Castellana | 23-25, 27-25, 25-23, 25-18 |
| 8ª giornata - 12 marzo 2017 Palazzetto dello Sport, Montefiascone  | Civita Castellana | 0 - 3 | New Mater         | 23-25, 23-25, 19-25        |
| 9ª giornata - 15 marzo 2017 PalaMalè, Viterbo                      | Tuscania          | 1 - 3 | Civita Castellana | 23-25, 22-25, 25-22, 22-25 |
| 10ª giornata - 19 marzo 2017 Palazzetto dello Sport, Montefiascone | Civita Castellana | 3 - 1 | Lupi Santa Croce  | 25-21, 22-25, 25-20, 28-26 |

#### Play-off promozione
| Quarti di finale (gara 1) - 26 marzo 2017 PalaNorda, Bergamo                    | Olimpia Bergamo   | 3 - 0 | Civita Castellana | 25-21, 25-19, 25-19 |
| Quarti di finale (gara 2) - 2 aprile 2017 Palazzetto dello Sport, Montefiascone | Civita Castellana | 0 - 3 | Olimpia Bergamo   | 18-25, 23-25, 16-25 |

### Coppa Italia di Serie A2

#### Fase a eliminazione diretta
| Quarti di finale - 15 dicembre 2016 PalaGrotte, Castellana Grotte | New Mater | 2 - 3 | Civita Castellana | 25-23, 22-25, 25-23, 23-25, 14-16 |
| Semifinali - 29 dicembre 2016 PalaMalè, Viterbo                   | Tuscania  | 3 - 1 | Civita Castellana | 27-25, 25-21, 23-25, 25-17        |

## Statistiche

### Statistiche di squadra
| Competizione             | Punti | In casa | In casa | In casa | In trasferta | In trasferta | In trasferta | Totale | Totale | Totale |
| Competizione             | Punti | G       | V       | P       | G            | V            | P            | G      | V      | P      |
| ------------------------ | ----- | ------- | ------- | ------- | ------------ | ------------ | ------------ | ------ | ------ | ------ |
| Serie A2                 | 26    | 15      | 7       | 8       | 15           | 9            | 6            | 30     | 16     | 14     |
| Coppa Italia di Serie A2 | -     | -       | -       | -       | 2            | 1            | 1            | 2      | 1      | 1      |
| Totale                   | -     | 15      | 7       | 8       | 17           | 10           | 7            | 32     | 17     | 15     |

G = partite giocate; V = partite vinte; P = partite perse

### Statistiche dei giocatori
| Giocatore     | Serie A2 | Serie A2 | Serie A2 | Serie A2 | Serie A2 | Coppa Italia di Serie A2 | Coppa Italia di Serie A2 | Coppa Italia di Serie A2 | Coppa Italia di Serie A2 | Coppa Italia di Serie A2 | Totale | Totale | Totale | Totale | Totale |
| Giocatore     | P        | PT       | AV       | MV       | BV       | P                        | PT                       | AV                       | MV                       | BV                       | P      | PT     | AV     | MV     | BV     |
| ------------- | -------- | -------- | -------- | -------- | -------- | ------------------------ | ------------------------ | ------------------------ | ------------------------ | ------------------------ | ------ | ------ | ------ | ------ | ------ |
| F. Banderó    | 30       | 611      | 525      | 41       | 45       | 2                        | 51                       | 48                       | 2                        | 1                        | 32     | 662    | 573    | 43     | 46     |
| M. Bortolozzo | 21       | 115      | 60       | 52       | 3        | 2                        | 11                       | 6                        | 4                        | 1                        | 23     | 126    | 66     | 56     | 4      |
| M. Celic      | 14       | 87       | 66       | 17       | 4        | -                        | -                        | -                        | -                        | -                        | 14     | 87     | 66     | 17     | 4      |
| F. Cicola     | 21       | 0        | 0        | 0        | 0        | 2                        | 0                        | 0                        | 0                        | 0                        | 23     | 0      | 0      | 0      | 0      |
| M. Consalvo   | 0        | 0        | 0        | 0        | 0        | -                        | -                        | -                        | -                        | -                        | 0      | 0      | 0      | 0      | 0      |
| A. Gaia       | 6        | 27       | 21       | 1        | 5        | 0                        | 0                        | 0                        | 0                        | 0                        | 6      | 27     | 21     | 1      | 5      |
| A. Ippolito   | 26       | 147      | 125      | 8        | 14       | 1                        | 0                        | 0                        | 0                        | 0                        | 27     | 147    | 125    | 8      | 14     |
| M. Lipparini  | 10       | 0        | 0        | 0        | 0        | -                        | -                        | -                        | -                        | -                        | 10     | 0      | 0      | 0      | 0      |
| M. Marchiani  | 29       | 58       | 11       | 32       | 15       | 2                        | 3                        | 0                        | 3                        | 0                        | 31     | 61     | 11     | 35     | 15     |
| M. Marinelli  | 24       | 200      | 168      | 17       | 15       | 2                        | 21                       | 20                       | 0                        | 1                        | 26     | 221    | 188    | 17     | 16     |
| D. Pellegrino | 24       | 10       | 5        | 4        | 1        | 2                        | 0                        | 0                        | 0                        | 0                        | 26     | 10     | 5      | 4      | 1      |
| A. Preti      | 28       | 373      | 322      | 29       | 22       | 2                        | 40                       | 32                       | 5                        | 3                        | 30     | 413    | 354    | 34     | 25     |
| M. Sacripanti | 30       | 40       | 31       | 4        | 5        | 2                        | 2                        | 0                        | 0                        | 2                        | 32     | 42     | 31     | 0      | 7      |
| G. Santilli   | 0        | 0        | 0        | 0        | 0        | 0                        | 0                        | 0                        | 0                        | 0                        | 0      | 0      | 0      | 0      | 0      |
| A. Saturnino  | 14       | 0        | 0        | 0        | 0        | 0                        | 0                        | 0                        | 0                        | 0                        | 14     | 0      | 0      | 0      | 0      |
| E. Scrudato   | 0        | 0        | 0        | 0        | 0        | 1                        | 0                        | 0                        | 0                        | 0                        | 1      | 0      | 0      | 0      | 0      |
| D. Valsecchi  | 30       | 220      | 169      | 45       | 6        | 2                        | 20                       | 16                       | 3                        | 1                        | 32     | 240    | 185    | 48     | 7      |

P = presenze; PT = punti totali; AV = attacchi vincenti; MV = muri vincenti; BV = battute vincenti